# Pat Buchanan

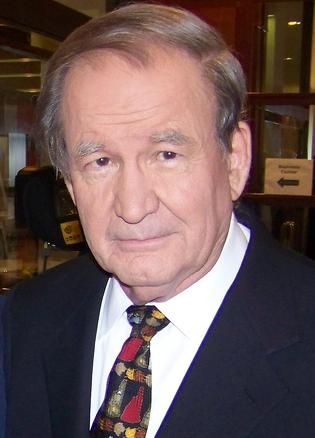
Pat Buchanan in 2008

Patrick Joseph (Pat) Buchanan (Washington D.C., 2 november 1938) is een Amerikaans politicus, publicist, journalist, columnist en televisiepersoonlijkheid. In 2000 was hij presidentskandidaat voor de Reform Party en hij verloor in 1996 de Republikeinse presidentsnominatie ten gunste van Bob Dole. Hij was presidentsadviseur tijdens de legislaturen van Richard Nixon, Gerald Ford en Ronald Reagan.
Buchanan is een conservatief politicus. In zijn politieke opvattingen pleit hij voor een zeker mate van protectionisme en isolationisme. Hij is van mening dat er moet opgetreden worden tegen een laks beleid op het vlak van immigratie en was een tegenstander van de Amerikaanse inmenging in Irak in 1991 (Golfoorlog) en 2003 (Irakoorlog). Immigratiebeperking blijft een belangrijk politiek actieveld, getuige zijn State of Emergency, een bestseller uit 2006. Hij is een voorstander van het huwelijk als een verbond tussen man en vrouw en wijst op de "tegennatuurlijke handelingen" waarmee hij onder andere homoseksualiteit bedoelt.

## Persoonlijk
Buchanan huwde in 1971 Shelley Ann Scarney. Hij is een katholiek en is gehecht aan de buitengewone vorm van de Romeinse ritus.